# Čelistná
Čelistná é uma comuna checa localizada na região de Vysočina, distrito de Pelhřimov.